# Karl-August-Platz
Der Karl-August-Platz ist ein Platz im Berliner Ortsteil Charlottenburg, zwischen der Leibniz- und der Wilmersdorfer Straße, der nach Karl August von Sachsen-Weimar-Eisenach benannt wurde. Der Karl-August-Platz wird mittwochs von 8 bis 13 Uhr und samstags von 8 bis 14 Uhr als Wochenmarkt genutzt.

## Geschichte
Der Blockplatz wurde am 1. November 1894 als Kirch-, Markt- und Schmuckplatz mit Rasenstücken und Gehölzen angelegt. Schon damals, kurz nach der Anlegung des Platzes, soll an der Westseite des östlich der Krummen Straße gelegenen Platzes ein Wochenmarkt zur Versorgung der Bevölkerung stattgefunden haben. 1897 wurde er nach dem Großherzog von Sachsen-Weimar-Eisenach benannt, der ein Freund Goethes war. Der Platz steht im Kontext mit der anliegenden Weimarer Straße und der Goethestraße sowie der Sesenheimer Straße. Von 1896 bis 1898 bauten Johannes Vollmer und Heinrich Jassoy auf dem Platz die evangelische Trinitatis-Kirche. Im August und November 1943 sowie im Februar 1944 wurde der Marktbetrieb für einige Jahre unterbrochen, da der Platz und die Kirche durch alliierte Luftangriffe zerstört wurden. Der Marktbetrieb auf dem Karl-August Platz wurde allerdings 1949 wieder aufgenommen. Bei einer Umgestaltung des Platzes wurden 1950 zwei Kinderspielplätze angelegt. 2007 forderte die Mehrheit der Bezirksverordneten von Charlottenburg-Wilmersdorf das Bezirksamt auf, den Karl-August-Platz in Benno-Ohnesorg-Platz umzubenennen, da dieser in der Nähe des Platzes am 2. Juni 1967 bei den Anti-Schah-Protesten gestorben ist. Am 21. September 2019 wurde das 125-jährige Jubiläum des Platzes samt Wochenmarkt gefeiert, bei dem auch der stellvertretende Bezirksbürgermeister Arne Herz eine Ansprache hielt.

## Beschreibung
Der Karl-August-Platz ist als quadratischer Blockplatz mit acht Straßeneinmündungen gestaltet. Die Trinitatis-Kirche erhebt sich mittig aus dem Karl-August-Platz. Von dem Haupteingang der Kirche erstrecken sich V-förmig zwei Wege zu der nordwestlichen sowie der südwestlichen Ecke des Platzes. Zwischen diesen Wegen liegt an der Westseite ein relativ breiter Bürgersteig, auf dem die wöchentlichen Märkte stattfinden. Zwischen dem Bürgersteig und Krummen Straße ist ein einreihiger Parkplatz angelegt. Im Norden sowie im Süden sind zwei Spielplätze in die Platzgestaltung mit eingegliedert. Am südwestlichen Rand des Platzes liegt ein kleines Toilettenhäuschen durch die ansässige Begrünung in Form von Bäumen versteckt.

## Nachbarschaftsinitiative
Nach dem Tod einer Radfahrerin im Juli 2019 gründete sich die Nachbarschaftsinitiative Karl-August-Kiez lebenswert, die sich als Projekt von Changing Cities e. V. für die Verkehrsberuhigung des Kiezes und andere Belange der Nachbarschaft einsetzt.